# HD 173383
HD 173383，又名BD+39 3505，SAO 67287、HR 7041，是一颗恒星，视星等为6.45，位于銀經68.41，銀緯18.26，其B1900.0坐标为赤經18h 39m 56.6s，赤緯+39° 18.26′ 59″。